# Puchenau
Puchenau è un comune austriaco di 4 426 abitanti nel distretto di Urfahr-Umgebung, in Alta Austria. È stato istituito nel 1893 scorporandolo dal comune di Ottensheim.